# NGC 2341
NGC 2341 (другие обозначения — UGC 3708, MCG 3-19-3, ZWG 86.6, KCPG 125A, IRAS07062+2041, PGC 20259) — галактика в созвездии Близнецы.
Этот объект входит в число перечисленных в оригинальной редакции «Нового общего каталога».
В галактике вспыхнула сверхновая SN 2004gd типа IIn, её пиковая видимая звездная величина составила 17,3.
NGC 2341 и NGC 2342 составляют пару взаимодействующих галактик. В галактиках наблюдается рентгеновское излучение в высокоэнергетическом диапазоне энергии 0,3 — 10 кэВ. Вероятно, оно возникает из-за приливного взаимодействия, которое приводит к более интенсивным процессам рождения звёзд в галактиках, а также к образованию активных ядер галактик.